# Liermo
Liermo es una localidad del municipio cántabro de Ribamontán al Monte, en España. Se encuentra situado a 184 m s. n. m. y dista 11 kilómetros de la capital municipal, Hoz de Anero. En el año 2008 tenía una población de 25 habitantes. Aquí nació Juan de Yermo y Hermosa, apellidado también Liermo por razón del nombre de esta localidad. Fue obispo de Mondoñedo desde 1574 a 1582 y posteriormente arzobispo de Santiago, falleció en 1582.

## Matanza
Liermo es conocido en la crónica negra de España por un hecho ocurrido en el año 1980 cuando Ángel Campo Solana, vecino del pueblo, asesinó a otros siete vecinos de la localidad ayudándose de una escopeta. Tras cometer los asesinatos huyó del pueblo y terminó suicidándose en la cercana localidad de Langre mientras era buscado por la policía. Una disputa de tierras estuvo detrás de los asesinatos que tuvieron una gran repercusión mediática.